# 棋子豆
棋子豆（学名：Cylindrokelupha robinsonii），为豆科棋子豆属下的一个植物种。